# Maun (ostrov)
Maun (italsky Maon) je neobydlený ostrov v Jaderském moři. Je součástí Chorvatska a leží v Zadarské župě, západně od ostrova Pag, od kterého je oddělen Maunským průlivem, naproti letoviskům Mandre a Šimuni. Ostrov není trvale obydlen a kvůli absenci jakéhokoliv ubytovacího zařízení či restaurace není ani příliš navštěvován turisty. Okolo ostrova se nachází mnoho malých zátok, jako jsou Petraća, Škar, Golubera, Dražica, Dražice, Kolanski porat, Rakovica, Koromačna, Pasji bok, Šašica, Bošci, Mezoporat, Olipski porat, Uvala pod Crkvine, Šip a Bok Šip. V zátoce Šip se nachází drobný přístav. Pobřeží Maunu je kamenité a místy tvořené kamenitými či oblázkovými plážemi.
Většími sousedními ostrovy jsou Olib, Pag, Plavnik a Škrda. Dalšími sousedními ostrůvky jsou Mali Brušnjak, Pohlib a Veli Brušnjak.